# David Freidel
David A. Freidel (11 de julio de 1946 (78 años) es un académico, arqueólogo y mayista estadounidense. Conocido por varias libros publicados en coautoría con Linda Schele, particularmente por Maya Cosmos y Forest of Kings (Selva de los reyes). 

## Datos biográficos
Friedel estudió y obtuvo su doctorado en la Universidad de Harvard. Casado con Carolyn Sargent, también destacada antropóloga y profesora de la Universidad de Washington. Es profesor de antropología en la Southern Methodist University de Dallas en el estado de Texas.
Fue alumno de Evon Vogt y de Tatiana Proskouriakoff ambos mayistas connotados. Trabajó en los proyectos arqueológicos de la isla de Cozumel (San Gervasio) y de Yaxuná en México; en el de Cerros, en Belice y en el de Waká, en Guatemala. También ha estudiado y escrito acerca del conflicto que puede darse, en términos interpretativos, entre la epigrafía y la arqueología.
Ha sostenido la opinión que parece cobrar fuerza conforme las investigaciones avanzan, en el sentido de que: 

"El pueblo maya es uno de los más importantes laboratorios intelectuales para el estudio de la civilización antigua. Fueron una sociedad histórica durante el periodo clásico, lo fueron cuando llegaron los europeos a Mesoamérica y ahora, el estudio nos está enseñando tanto más del periodo preclásico..."